# Harem

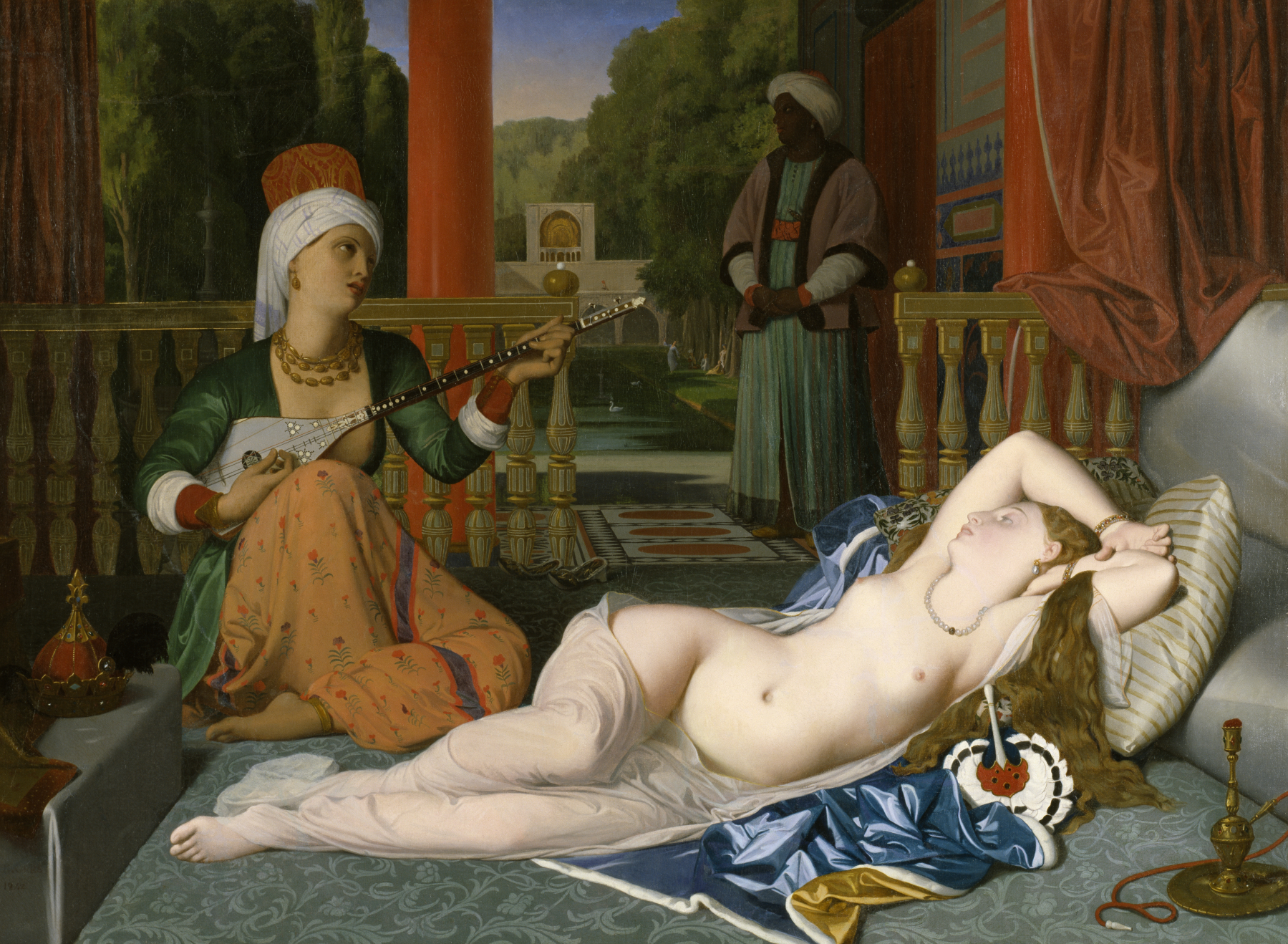
Họa phẩm về hậu cung của Jean-Paul Flandrin

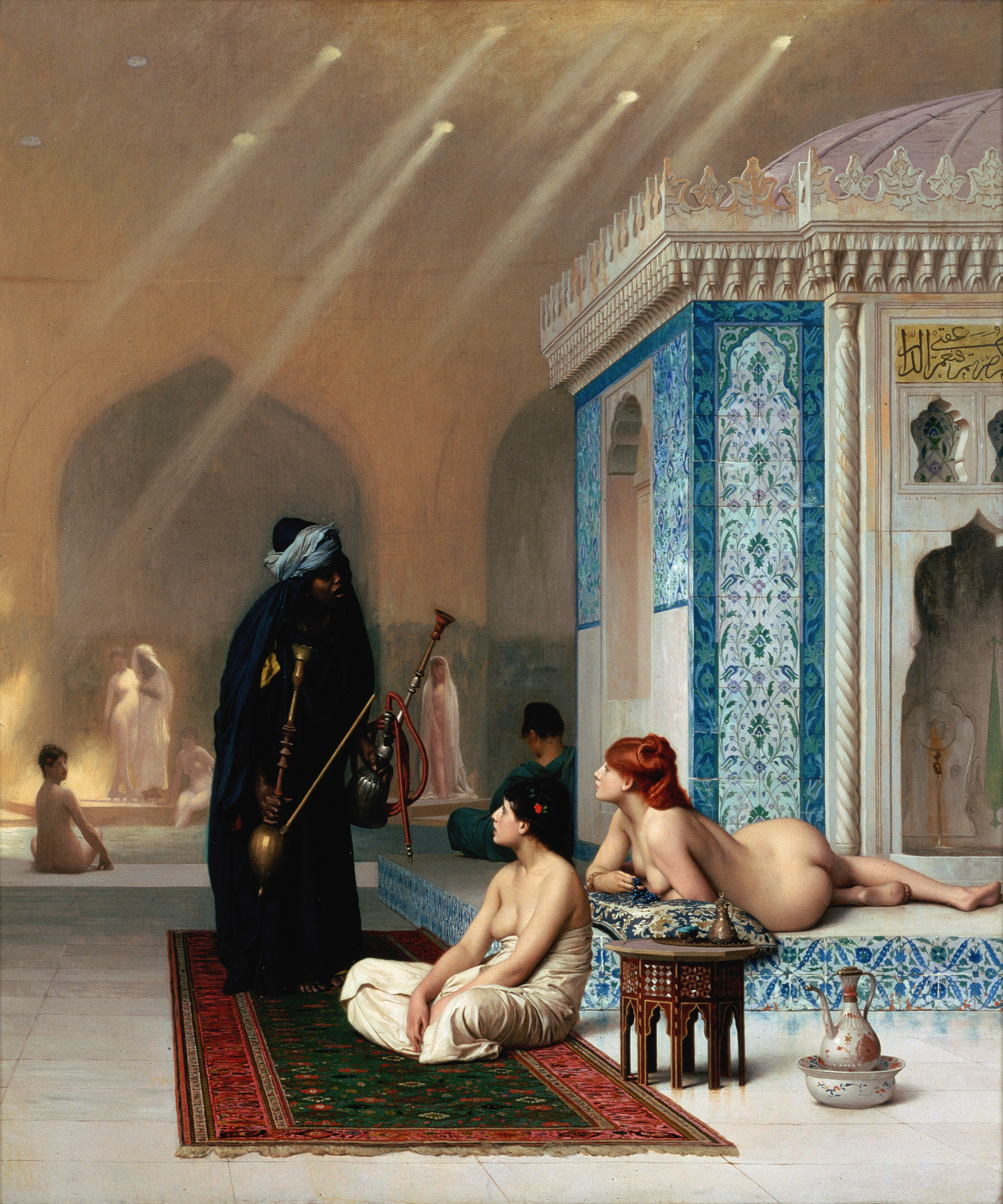
Họa phẩm trong hậu cung của Jean-Léon Gérôme

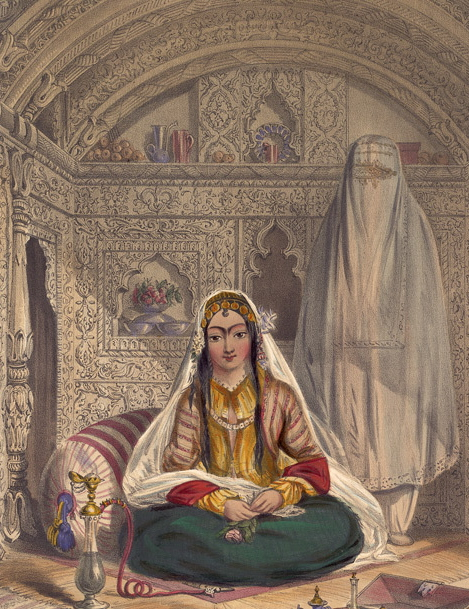
Ladies of Kabul (bản vẽ in thạch của James Rattray năm 1848) thể hiện sự ra mắt ở các khu vực hậu cung zenana.

Harem (tiếng Ả Rập: حريم ḥarīm, có nghĩa là "nơi thiêng liêng bất khả xâm phạm"; "hậu cung"; "các thành viên nữ trong gia đình"), đề cập đến không gian gia đình dành riêng cho phụ nữ trong nhà trong một gia đình Hồi giáo. Theo truyền thống, không gian riêng tư này được hiểu là nhằm để duy trì sự khiêm tốn, đặc quyền và bảo vệ phụ nữ. Hậu cung có thể là chỗ ở cho vợ của một người đàn ông – hoặc những người vợ và thê thiếp như trong hoàng tộc ngày xưa – các nam thiếu niên chưa đến tuổi dậy thì, phụ nữ chưa kết hôn, người giúp việc nữ cũng như những người họ hàng nữ giới chưa kết hôn khác. Trước kia, một số hậu cung được canh gác bởi các hoạn quan được phép vào bên trong. Cấu trúc của hậu cung cũng như mức độ đơn thê hay đa thê có thể thay đổi tùy thuộc vào nhân thân của gia đình, tình trạng kinh tế xã hội và phong tục địa phương. Các thể chế tương tự cũng phổ biến trong các nền văn minh Địa Trung Hải và Trung Đông khác, đặc biệt là trong các gia đình hoàng gia và thượng lưu, và thuật ngữ này đôi khi cũng được sử dụng trong các bối cảnh khác. Trong kiến trúc nhà ở truyền thống của Ba Tư, khu dành cho phụ nữ được gọi là andaruni (tiếng Ba Tư: اندرونی; nghĩa là bên trong, và ở tiểu lục địa Ấn Độ là zenana (tiếng Ba Tư: زنانه).
Mặc dù thể chế này đã trải qua một sự suy giảm mạnh trong thời kỳ hiện đại do sự gia tăng giáo dục và cơ hội kinh tế cho phụ nữ, cũng như ảnh hưởng từ phương Tây, nhưng việc phụ nữ sống tách biệt vẫn được thực hiện ở một số nơi trên thế giới, chẳng hạn như nông thôn Afghanistan và các quốc gia bảo thủ của vùng Vịnh Ba Tư.. Ở phương Tây, việc người phương Đông hình dung hậu cung như một thế giới ẩn chứa sự vâng phục tình dục với hình ảnh phụ nữ nằm dài trong các tư thế khêu gợi đã ảnh hưởng đến nhiều tác phẩm hội họa, sân khấu, phim ảnh và tác phẩm văn học. Một số bức tranh thời Phục hưng của châu Âu trước đó có niên đại vào thế kỷ 16 miêu tả những người phụ nữ trong hậu cung Ottoman như những cá nhân có địa vị và ý nghĩa chính trị. Trong nhiều giai đoạn lịch sử Hồi giáo, phụ nữ trong hậu cung sở hữu các cấp độ quyền lực chính trị khác nhau, chẳng hạn như Vương quốc Hồi giáo của Phụ nữ trong Đế chế Ottoman.